# Jože Osterc
Jože Osterc (* 1942 in Kokoriči, Jugoslawien, heute zur Gemeinde Ljutomer) ist ein slowenischer Agrarwissenschaftler und Politiker.

## Leben
Nach Besuch eines Gymnasiums in Maribor studierte er Agrarwissenschaften an der Universität Ljubljana. Er promovierte 1974 mit einer Arbeit über Durchmesser und Anzahl der Muskelfasern im längsten Rückenmuskel als Produktions-Merkmale einiger Rinderrassen in Slowenien. Danach war er an der Universität Ljubljana zunächst als Dozent, ab 1986 als ordentlicher Professor für Rinderproduktion, tätig (2004 bis 2006 war er Dekan der biotechnologischen Fakultät). Daneben war er von 1988 bis 1997 Präsident der slowenischen Kommission für die Auswahl von Bullen für die Künstliche Besamung.
Von Mai 1990 bis Mai 1992 war er Minister für Landwirtschaft und Forsten der jugoslawischen Teilrepublik Slowenien. Nach deren Unabhängigkeit bekleidete er von Januar 1993 bis Februar 1997 nochmals dasselbe Ministeramt.

## Werke
- (mit Slavko Čepiu): Ocenjevanje govedi (Evaluation von Rindern), 1984